# Стацилия Месалина
Стацилия Месалина (на латински: Statilia Messalina), често използвано е и Статилия Месалина, (* ок. 35; † не по-рано от 75 г.) е третата жена на Нерон, негова съпруга в периода 66 – 68 г.

## Биография
Родена е в семейството на консула от 44 г. баща ѝ Тит Стацилий Тавър и вероятно на Статилия Месалина, дъщеря на Тит Статилий Тавър (консул 11 г.). Неин прадядо e Тит Статилий Тавър (консул 37 и 26 пр.н.е.). Когноменът Месалина получила в чест на баба си Валерия Месалина (да не се бърка със съпругата на Клавдий), дъщеря на Марк Валерий Месала Корвин (консул 31 пр.н.е.) и Калпурния, дъщеря на Марк Калпурний Бибул (консул 59 пр.н.е.).
Стацилия Месалия има пет брака. Първите ѝ трима съпрузи не са известни. За четвърти път се омъжва около 63 г. за Марк Юлий Вестин Атик, консул от 65 г., въпреки че от началото на 60-те години е била любовница на Нерон. През 65 г. императорът се разпорежда Атик да бъде арестуван и той се самоубива. Скоро след това, тя се сдобива със син от Атик, който умира през 88 г.
През първите месеци на 66 г. се омъжва за Нерон. Същата година той ѝ дава титлата Августа. Още жива тя получава божествено почитание. Тя съпровожда Нерон в похода му до Гърция. Според други изследователи тя не го придружава в Гърция. След смъртта на Нерон, за нея се кани да се ожени Отон, но бракът така и не се състои заради смъртта му на 16 април 69. Тя получава прощално писмо от него.
Въпреки своите връзки с предишни императори, при Флавиите Статилия съхранява блестящото си положение в обществото, благодарение на своя ум, красота и богатство.